# ناهد صبري
ناهد صبري (28 ديسمبر 1925  - الوفاة 10 أكتوبر 1987)، ممثلة وراقصة شرقية مصرية.

## عن حياتها
ولدت في قرية صغيرة تقع على بعد كيلو مترات قليلة من مدينة طنطا، ولم تطق هذه الحياة فاتفقت مع شقيقتها الأكبر منها على الهروب إلى مصر التي يسمعان عنها سنوات طويلة وتتمنيان مشاهدتها, وتوجهتا عقب هروبهما لمنزل ابنة عمهما التي كانت متزوجة وتقيم بالقاهرة, فرحبت بهما وأقامتا معها وبدأت تصطحبهما في نزهات مختلفة ومنها دور العرض السينمائي لتنبهر هي وشقيقتها بما يدور أمامهما في الأفلام السينمائية وراحت تحلم وتتمنى ان تكون واحدة من اللاتي يظهرن في هذه الأفلام وانبهرت بشكل خاص بتحية كاريوكا وسامية جمال وغيرهما من راقصات ذلك الزمان, بل وراحت تحفظ رقصاتهما وفور عودتها لمنزل ابنة عمها تقوم بتقليدهما وأداء نفس الحركات أمام شقيقتها وابنة عمها وكانوا جميعا ينبهرون بأدائها وموهبتها الفطرية وراحت تهتم بمتابعة أخبار الفنانين من خلال المجلات والصحف التي كانت تحضرها ابنة عمها وزوجها وتتمنى أن ترى صورتها ذات يوم منشورة بإحدى هذه المجلات وشاركتها شقيقتها الحلم.
وهكذا عاشت في حلم جميل حتى قرأت اعلانا منشوراً بإحدى المجلات يطلب فيه المخرج حسين فوزي وجوها جديدة للسينما وبدون تردد تقدمت هي وشقيقتها وتم نشر صورهما ووقعت المجلة في يد شقيقها الذي ثار ثورة عارمة وحضر للقاهرة وأقام الدنيا ولم يقعدها على رأسيهما وأجبرهما على العودة معه بالقوة للقرية, وسعت ناهد للانتحار وأنقذوها بصعوبة وأجبر شقيقتها على الزواج رغما عنها من أحد المزارعين وقام بسجنها هي في البيت لحين زواجها من مزارع آخر وقبل الزواج بأيام قلائل نجحت وللمرة الثانية في الهروب ولكن هذه المرة بدون شقيقتها وتوجهت لابنة عمها التي اخفت تماما وجودها عندها.
تزوجت مرتين في حياتها.

### الاعتزال
ظهرت لآخر مرة عام 1987م بدون أي مساحيق أو ماكياج بعد أداء فريضة الحج وارتدت الحجاب ثم النقاب وأعلنت عن اغلاق معاهد الرقص التي سبق وافتتحتها رغم النجاح الكبير الذي حققته وظلت تطلب من يقابلها الدعاء والاستغفار لها وتؤكد أنها تحرص على أداء الصلاة في مواعيدها وكذلك الصيام وجميع العبادات الأخرى وعادت بعد هذا للاختفاء الكامل حيث لم يعد أحد يعرف عنها أي شيء طيلة العشرين عاما الماضية.

## أفلامها
- 1959: صخرة الحب
- 1962: يوم بلا غد
- 1962: يوم الحساب
- 1962: حيرة وشباب
- 1962: أيام بلا حب
- 1962: آه من حواء
- 1962: القصر الملعون
- 1962: الحاقد
- 1963: نار في صدري
- 1963: منتهى الفرح
- 1963: أميرة العرب
- 1963: النشال
- 1963: الناصر صلاح الدين
- 1963: المصيدة
- 1963: القاهرة في الليل
- 1963: القاهرة
- 1964: هل أنا مجنونة
- 1964: اللهب
- 1964: ألف ليلة وليلة
- 1965: باسم الحب
- 1965: المماليك
- 1966: خان الخليلي
- 1966: تفاحة آدم
- 1967: الحارس
- 1970: نار الشوق

## وصلات خارجية
- ناهد صبري على موقع الدهليز
- ناهد صبري على موقع قاعدة بيانات الأفلام العربية
- في ذكرى ميلادها | قصة ناهد صبري من الهروب للرقص إلى التوبة والنقاب
- العناية الإلهية أنقذتها| قصة محاولة انتحار ناهد صبري في ذكرى ميلادها